# Slavíky
Slavíky jsou vesnice, část obce Tmaň v okrese Beroun ve Středočeském kraji. Nachází se asi 1,4 kilometru severozápadně od Tmaně. V obci pramení Mlýnský potok. Některé zdroje k místní části Slavíky řadí i Havlíčkův Mlýn, jehož čtyři popisná čísla jsou však z číselné řady pro Tmaň.

## Historie
První písemná zmínka o vesnici pochází z roku 1590.

## Obyvatelstvo
| Rok            | 1869 | 1880 | 1890 | 1900 | 1910 | 1921 | 1930 | 1950 | 1961 | 1970 | 1980 | 1991 | 2001 | 2011 | 2021 |
| -------------- | ---- | ---- | ---- | ---- | ---- | ---- | ---- | ---- | ---- | ---- | ---- | ---- | ---- | ---- | ---- |
| Počet obyvatel | 27   | 32   | 42   | 50   | 34   | 30   | 30   | 37   | 10   | 14   | 8    | 17   | 18   | 14   | 16   |
| Počet domů     | 5    | 5    | 5    | 6    | 6    | 6    | 7    | 9    | 9    | 5    | 4    | 9    | 13   | 11   | 13   |